# كوكب محيطي

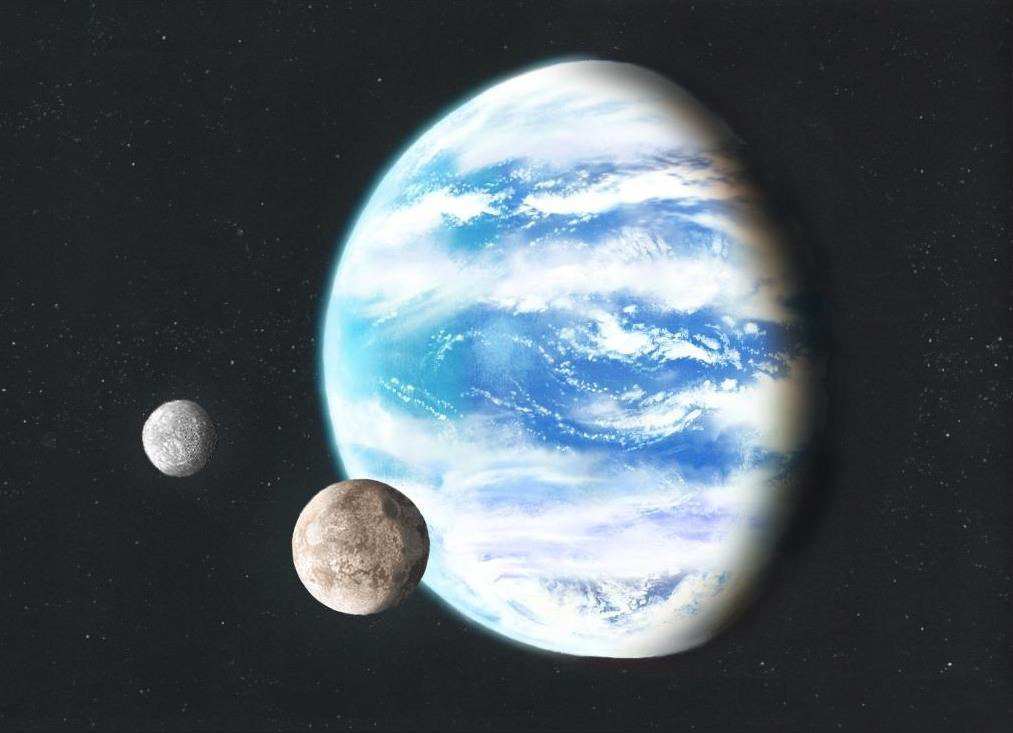
عرض توضيحي لكوكب محيطي افتراضي بغلاف جوي أرضي وقمرين

الكوكب المحيطي (يُطلق عليه أيضًا العالم المائي) هو نوع من الكواكب سطحه مغطى تمامًا بمحيط من الماء.
ويبدأ المطاف بالأجسام الكوكبية التي تشكل الطبقة الخارجية من النظام الشمسي في شكل مذنب يشبه خليطًا ينقسم إلى نصفين تقريبًا من الماء والصخور. وقد أوضحت عمليات محاكاة تشكيل النظام الشمسي أنه من المرجح أن تتحرك الكواكب للداخل أو الخارج أثناء تشكلها مما يمثل احتمالية لأن تتحرك الكواكب الجليدية إلى المدارات التي يذوب بها جليد هذه الكواكب على شكل سائل، مما يحول هذه الكواكب إلى كواكب محيطية. وقد نوقشت هذه الاحتمالية للمرة الأولى في كتاب الأدب الفلكي الاختصاصي لعالم الفضاء الأمريكي مارك كوشنر و آلاين لوجير عام 2003. ومن ثم فإن هذه الكواكب قد تدعم الحياة على سطحها وقد تكون ذات طبيعة مائية.aquatic.
وقد تبلغ أعماق هذه الكواكب مئات الكيلومترات، وهو يمثل فارقًا كبيرًا في عمق المحيطات على كوكب الأرض. وقد يتسبب الضغط الكبير في المناطق السفلى لهذه المحيطات في تشكيل غلاف الأشكال الغريبة من مرحلة البلوري أحادي الميل للماء. وليس من الضروري أن تكون درجة برودة هذا الجليد بدرجة برودة الجليد التقليدي. وإذا كان الكوكب قريبًا من الشمس لدرجة كافية بحيث تصل درجة حرارة الماء بهذا الكوكب إلى نقطة الغليان فسيصبح الماء مائعًا فوق الحرج وسيفتقر إلى السطح المعروف له. وحتى في الكواكب الأكثر برودة التي يسود بها الماء على اليابسة، فإنه يمكن أن يكون الغلاف الجوي أكثر سمكًا بهذه الكواكب مقارنة بالأرض حيث يتكون بشكل كبير من بخار الماء، مما يتسبب في حدوث الاحتباس الحراري.
يُعتبر الكوكب خارج المجموعة الشمسية GJ 1214 b المرُشح المعروف الأكثر احتمالاً ليمثل الكوكب المحيطي. ومن المتوقع أن يتم اكتشاف العديد من هذه الأجرام الفلكية بواسطة بعثة الفضاء الحالية بعثة كيبلر، مثل الكوكب المرشح لتمثيل الكوكب المحيطي المكتشف مؤخرًا كيبلر-22ب.
وقد تحتوي الكواكب المحيطية الأصغر حجمًا على أغلفة جوية أقل كثافة وجاذبية أرضية أقل، ومن ثم فقد تتبخر السوائل بشكل أسهل بكثير مقارنة بالكواكب المحيطية الأكبر حجمًا. وبشكل نظري، قد تحتوي هذه الكواكب على أمواج أعلى مقارنة بمثيلاتها الأكبر حجمًا بسبب الجاذبية الأكثر انخفاضا

## أنواع أخرى من المحيطات
قد تتكون كل من المحيطات، والبحار، والبحيرات من سوائل أخرى غير الماء : مثل البحيرات الهيدركربونية الموجودة على قمر التيتان. كما تمت دراسة إمكانية تكون بحار النيتروجين على قمر تريتون أيضًا ولكن تم استبعادها. وفي أسفل الأغلفة الجوية السميكة لكوكبي أورانوس ونيبتون من المتوقع أن تتكون هذه الكواكب من محيطات من أشكال مختلطة من السوائل الحارة عالية الكثافة للماء، والأمونيا، والمواد المتطايرة الأخرى . كما تنتقل الطبقات الغازية الخارجية لكوكبي المشترى وزحل بشكل سلس إلى محيطات من الهيدروجين السائل. وهناك دليل على أن الأسطح الجليدية للأقمار غانديميد، وكاليستو، وأوروبا، وتيتان، وإنسيلادوس تُعتبر هياكل طافية على سطح محيطات تتكون من ماء أو أمونيا مائية سائلة بكثافة عالية جدًا. ويُطلق على كوكبنا، كوكب الأرض اسم الكوكب المحيطي وذلك نظرًا لأن نسبة 70% من سطحه تغطيه الماء. ويتكون الغلاف الجوي لكوكب الزهرة من ثاني أكسيد الكربون بنسبة 96.5% ويحول الضغط الموجود بالسطح ثاني أكسيد الكربون إلى سائل مائع فوق الحرج. الكواكب الأرضية خارج المجموعة الشمسية هي كواكب قريبة جدًا من النجم الأبوي لها وسيتم تثبيت حركتها بتأثير المد ومن ثم يتحول نصف الكوكب إلى محيط منصهر . ومن المحتمل أيضًا أن تحتوي الكواكب الأرضية أيضًا على محيطات انصهارية في نقطة ما أثناء تشكيلها كنتيجة للتأثيرات الكبيرة . وحيثما وُجدت درجات حرارة ومستويات ضغط مناسبة، فإن المواد الكيميائية المتطايرة التي قد توجد في شكل سوائل بكميات كبيرة على الكواكب، التي تشمل الأمونيا، والأرغون، وثاني كبريتيد الكربون، والإيثان، والهيردازين، والهيدروجين، ووسيانيد الهيدروجين، ووكبريتيد الهيدروجين، والميثان، والنيون، والنيتروجين، وأكسيد النيتريك، والفسفين، وسيلان، وحمض الكبريت والماء. وقد تفقد كواكب نبتون الحار الساخنة القريبة من النجم الخاص بها الأغلفة الجوية لها عبر الهروب الهيدرودينامي مخلفة وراءها أجرامًا صلبة بها سوائل مختلفة على السطح 
وتحصل الكواكب الأرضية على الماء أثناء تكونها، كما يتم دفن بعض من هذا الماء في المحيطات الانصهارية بينما يذهب معظمه إلى الغلاف الجوي البخاري وعندما يصبح الغلاف الجوي باردًا سينهار على السطح ليكون المحيط. كما سيكون هناك أيضًا تفريغ إضافي للماء من الغلاف أثناء تجمد المنصهرات - سيحدث هذا حتى في الكواكب التي تتكون بها نسبة منخفضة من كتلتها من الماء، ولذلك فقد يتوقع أن تنتج الكواكب التي تقع خارج النظام الشمسي للأرض محيطات مائية في غضون مئات ملايين السنين بعد التأثير التكويني لها."